# Caius Annius Anullinus
Caius Annius Anullinus (Anolinus, Anulinete) est un sénateur de l'Empire romain. Il exerce les fonctions prestigieuses de proconsul d'Afrique et de préfet de Rome. L'historiogrphie chrétienne le présente comme un cruel persécuteur.

## Biographie
Il est le fils de Caius Annius Anullinus Geminus Percennianus.
Consularis vir, consul romain du Bas-Empire en 295, puis proconsul à Carthage en 303 et 304, chargé notamment de mettre en œuvre la persécution de Dioclétien. Les martyrologes médiévaux lui donnent une réputation de grande cruauté, parfois de façon invraisemblable en le faisant intervenir simultanément en Italie et en Afrique, ou bien sous Valérien, Gallien voire sous Néron.
En 303, il fit arrêter et torturer Gallonius et d'autres chrétiens, pour avoir célébré le culte divin à Thimida Regia,.
Il condamne les Martyrs d'Abitène, dont le procès a lieu le 12 février 304, Crispine de Thagare, et Cyriaque et Paule d'Urusi. Il épargna toutefois Procule de Vérone.
Galère et Sévère le nomment ensuite préfet de la ville de Rome en 306, il est maintenu par Maxence, et il reprend ce poste la veille de la Bataille du pont Milvius le 27 octobre 312. Maxence battu, son vainqueur Constantin garde encore en poste quelques semaines temps Anullinus et lui ordonne au printemps de 313 de faire restituer aux Églises africaines les biens ecclésiastiques qui leur avaient été confisqués.
Sa fille Annia s'est mariée avec Lucius Publilius Petronius Volusianus. Caius Annius Anullinus, consul en 295, est peut être son fils.